# Guan Hanqing
Guan Hanqing (chineză tradițională: 關漢卿; chineză simplificată: 关汉卿; pinyin: Guān Hànqīng; c. 1225 - 1302), a fost un poet și dramaturg chinez din perioada dinastiei Yuan.
Reprezentant de seamă al dramaturgiei din această perioadă, prin creațiile sale a exercitat o puternică influență asupra dezvoltării acestui gen literar.
Lirica sa este erotică și descriptivă.

## Scrieri
- Osândirea nedreaptă a lui Dou E (titlul original: în chineză: 感天動地竇娥冤 / Gǎn Tiān Dòng Dì Dòu É Yuān), traducere în română  și adaptare radiofonică de Vlaicu Bârna cu titlul Zăpadă în toiul verii;
- Favoritul ("Lu zhailang")
- Pavilionul lunii (閨怨佳人拜月亭 Guī Yuàn Jiā Rén Bài Yuè Tíng).